# Nižnij Baskunčak
Nižnij Baskunčak je sídlo městského typu (dělnická osada) v Achtubinském rajónu Astrachaňské oblasti Ruska. Je sídlem stejnojmenného městského okresu.
Nachází se 50 km východně od Achtubinska a 14 km jižně od hranic s Kazachstánem.

## Historie
Roku 1925 se získal status sídla městského typu a do Říjnové revoluce nesla obec název Sredňaja Budka.